# Вилярика (езеро)
Вилярика (на испански: Lago Villarrica) е сладководно езеро в средните части на Чили, в областта Араукания. Площта му е 173 km², дължината от изток на запад 22 km, ширината до 11 km, а максималната дълбочина 165 m.
Езерото Вилярика е разположено на западния склон на Андите, в северозападното подножие на вулкана Вилярика (2940 m), в националния парк „Лос Парагуас“, на 230 m н.в. Има форма на елипса и в западната си част е преградено от крайна морена. Западните му брегове са полегати, а източните стръмни и скалисти. В него се вливат няколко малки реки Пукон (най-голяма), Транкура, Минетуе. От западния му ъгъл, при град Вилярика изтича река Толтен (123 km), вливаща се в Тихия океан. Развива се местно корабоплаване (лодки, малки корабчета и катери), туризъм, риболов. През лятото водата му се нагрява до 19 – 22°С и по бреговете му може да се плажува. На източния му бряг, при устието на река Пукон е разположено градчето Пукон, а на западния, при изтичането на река Толтен – град Вилярика.